# Аржан Минервоа
Аржан Минервоа (фр. Argens-Minervois) насеље је и општина у јужној Француској у региону Лангдок-Русијон, у департману Од која припада префектури Нарбон.
По подацима из 2011. године у општини је живело 377 становника, а густина насељености је износила 82,14 становника/km². Општина се простире на површини од 4,59 km². Налази се на средњој надморској висини од 39 метара (максималној 120 m, а минималној 27 m).

## Демографија
| 1962. | 1968. | 1975. | 1982. | 1990. | 1999. | 2011. |
| ----- | ----- | ----- | ----- | ----- | ----- | ----- |
| 210   | 232   | 210   | 218   | 293   | 330   | 377   |

График промене броја становника у току последњих година